# Gheorghe Hagi
Pour les articles homonymes, voir Hagi (homonymie).
Gheorghe Hagi, né le 5 février 1965 à Săcele (Dobrogea), est un footballeur international roumain évoluant comme milieu offensif du début des années 1980 à celui des années 2000, et reconverti entraîneur. Il est l'actuel entraîneur du Farul Constanța, qui évolue en première division roumaine.
Il est réputé pour être le meilleur joueur de Roumanie de l'histoire, statut affirmé par un sondage de l'UEFA en 2004. Dans les années 1990, il est considéré comme l'un des meilleurs joueurs du monde, notamment quatrième du Ballon d'or 1994. En 1999, il est élu à la 25e place parmi les cent plus grands joueurs du XXe siècle, selon un sondage de World Soccer. Surnommé le « Maradona des Carpates », il est nommé « footballeur roumain du XXe siècle » et cité dans la liste « FIFA 100 ».
En équipe de Roumanie, Gheorghe Hagi compte 35 buts et 124 sélections, dont la moitié en tant que capitaine. Il fait partie de la "Génération dorée" auteur de la meilleure performance de l'histoire en Coupe du monde et un quart de finale en 1994. Hagi dispute trois Coupes du monde (1990, 1994 et 1998) et autant de championnats d'Europe (1984, 1996 et 2000). Lors de sa retraite internationale en 2000, Hagi est recordman de sélections et de buts en sélection roumaine.
Formé au Farul Constanta, Hagi y commence sa carrière professionnelle à 17 ans. Après une première saison, il signe au Sportul Studentesc où il inscrit 63 buts en quatre saisons. Hagi rejoint alors le Steaua Bucarest. Avec le club le plus titré de Roumanie, Hagi remporte trois championnats, deux coupes et atteint la finale de la Coupe d'Europe des champions 1988-89 perdue face à l'AC Milan. Après la Coupe du monde 1990, Hagi passe au Real Madrid puis au Brescia Calcio en 1992, où il retrouve l'entraîneur Lucescu. Après une Coupe du monde 1994 réussie, il revient en Espagne, cette fois au FC Barcelone. Le joueur surprend ensuite en rejoignant le Galatasaray SK en 1996. Pendant cinq années, Hagi remporte plusieurs titres dont la Coupe UEFA 2000, première Coupe d'Europe d'un club turc.
Hagi entame sa reconversion comme entraîneur dès sa retraite des terrains en 2001. Il est nommé la tête de la sélection nationale roumaine pour le barrage retour de qualifications de la Coupe du monde 2002 mais n'obtient pas la victoire. Il effectue son retour en Turquie, au Bursaspor puis à Galatasaray, ùsil remporte on premier titre sur un banc  avec a Coupe de Turquie en 2004-05. Il revient ensuite en Roumanie ,au Politehnica Timisoara en novembre 2005, puis au Steaua Bucarest quelques mois en 2007. En 2009, il crée une académie de football à son nom, dans l'objectif de former les futurs espoirs roumains et dont le FC Viitorul Constanța est la vitrine. En 2010, il revient de nouveau à Galatasaray ,mais ne termine pas la saison. En 2014, il prend la tête du FC Viitorul où il lance les joueurs formés dans son académie et remporte le titre national en 2017. Le club fusionne avec son club formateur ,eln FC Farul, e 2021 et remporte un nouveau titre en 2023.
Son fils, Ianis, est également footballeur international roumain.

## Biographie

### Enfance et formation
À trois ans, Gheorghe Hagi est envoyé par ses parents dans une école de football de haut niveau à Constanta, au FC Farul. Il se souvient : « À 11 ans, j'avais déjà participé à un tournoi professionnel nommé la Cupa Sperantei. Pendant deux éditions de suite, j'ai été nommé meilleur joueur et j'ai terminé meilleur buteur de cette compétition ».
Hagi fait aussi ses études à l'école de football de Luceafarul avec d'autres membres des équipes nationales jeunes.
Gheorghe Hagi débute en professionnel au Farul Constanța à l'âge de 17 ans et inscrit sept buts en 18 matches pour sa première saison.

### Révélation auSportul Studențesc(1983-1987)
Après sa première saison professionnelle, Gheorghe Hagi rejoint à 18 ans le Sportul Studențesc Bucarest,. Le 14 septembre 1983, il joue son premier match continental, en Coupe UEFA contre le Sturm Graz.
En Coupe UEFA 1985-1986, Hagi inscrit son seul triplé en Coupe d'Europe, contre Neuchâtel Xamax (4-4) en trente-deuxièmes de finale retour (défaite 3-0 à l'aller).
En quatre saisons, Hagi marque 63 buts  n124 matches, dont 58 bréalisations n 108 rencontres de championnat.

### Confirmation au Steaua Bucarest (1987-1990)
Lors de la saison 1986-87, ses performances lui permettent de rejoindre le Steaua Bucarest à mi-saison, champion d'Europe en titre. En février 1987, pour son premier match officiel avec le Steaua, Hagi dispute la Supercoupe de l'UEFA et inscrit le seul but du match su,r coup franc. Il se remémore : « J'étais arrivé en provenance du Sportul Studenţesc quelques semaines avant le match et c'était ma première sortie officielle avec le Steaua. Je venais de rejoindre un grand club et l'un de mes rêves les plus fous est devenu réalité à Monte-Carlo. Je venais non seulement de gagner un titre avec une équipe roumaine, mais aussi de marquer le but vainqueur ».
Le Steaua atteint les demi-finales de la Coupe des champions 1987-88 contre Benfica. Hagi termine co-meilleur buteur du tournoi européen, avec cinq autres joueurs à quatre buts.

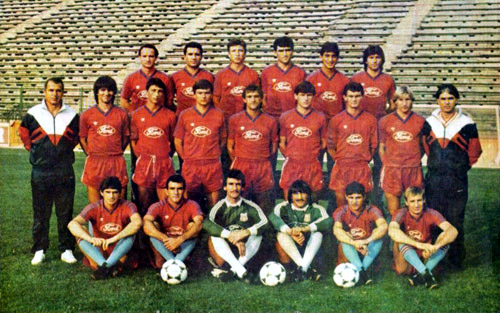
Hagi (en haut 3e en partant de la d.) avec le Steaua en 1989.

Lors de la saison 1988-1989, Hagi et ses partenaires atteignent la finale de la Coupe d'Europe des Clubs Champions en écartant l'AC Sparta Prague (5-1, 2-2, trois buts  eHagi), le Spartak Moscou (3-0, 1-2, deux buts à l'aller), l'IFK Göteborg (0-1, 5-1) et le Galatasaray SK (4-0, 1-1, un but à l'aller),. En finale, les Roumains sont défaits 4-0  arle Milan AC du trio néerlandais Rijkaard - Gullit - Van Basten. Hagi totalise six buts sur ce tournoi européen, son record en Coupe d'Europe, dépassé par Van Basten et son coéquipier Marius Lăcătuș au classement des buteurs.
Avec le club le plus titré de Roumanie, Hagi remporte trois championnats, deux coupes et atteint une finale de Coupe d'Europe. Sur le plan personnel, Hagi inscrit 93 buts en 128 rencontres et quitte le club après trois saisons et demie au Steaua.

### Real Madrid, Brescia et FC Barcelone (1990-1996)
Ses performances avec le Steaua Bucarest entraînent le Real Madrid à débourser 4,3 millions de dollars à l'été 1990 pour l'engager,. En janvier 1992, lors d'un match de Liga contre Osasuna, Hagi marque d'un tir de cinquante mètres. Hagi se souvient en 2015 : « Avec cette réalisation, j'ai gagné le respect de tout le monde – mes coéquipiers, le club, les médias et les fans. Ça n'a pas été évident, mais j'ai réussi à être pris au sérieux dans un très grand club et par de nombreuses personnes qui en savent un rayon sur le football. Ma carrière a pris une nouvelle dimension avec ce but ». Cette réalisation est désignée but lointain le plus spectaculaire inscrit en championnat d'Espagne après un sondage en ligne du journal Marca. Hagi marque vingt buts en deux saisons mais ses performances jugées insuffisantes  entraînent à son départ du club.
En 1992, Hagi retrouve son premier sélectionneur en équipe nationale, Mircea Lucescu au Brescia Calcio, où il connaît la relégation en Serie B dès sa première saison au club. Malgré la descente en Serie B, il reste à Brescia pour la saison 1993-94. Pendant deux saisons, Hagi retrouve son football et attire de nouveau les convoitises des grands clubs.
Après la Coupe du monde 1994, ses performances aux États-Unis valent à Hagi de signer un contrat avec le vice-champion d'Europe en titre : le FC Barcelone, alors entraîné par son idole Johan Cruyff. Cela fait de Hagi l'un des premiers joueurs à évoluer  ansles deux grands clubs espagnols ,après son passage au Real Madrid. À Barcelone, Hagi vit aussi des saisons contrastées, ne remportant aucun trophée,.

### Fin à Galatasaray (1996-2001)
Après deux saisons en Catalogne, Hagi rejoint le club turc de Galatasaray en 1996.
En septembre 1998, Hagi fait partie de la sélection mondiale FIFA XI qui affronte à Istanbul une sélection du championnat de Turquie pour les 75 ans de la Fédération turque de football (4-4, trois buts).
En 1999-2000, Galatasaray atteint la finale de la Coupe UEFA, face à l'Arsenal FC emmenée par Thierry Henry. Hagi se fait expulser mais son équipe l'emporte (0-0 tab 4-1) et devient le premier club turc à remporter un trophée européen.
Il prend sa retraite de joueur en 2001, après une ultime saison avec le club turc et une victoire 2-1 en Supercoupe d'Europe contre le Real Madrid, mais aussi une place en quart de finale de la Ligue des champions. Avec l'aide notamment de Hakan Şükür, Hagi et l'équipe remportent quatre titres de champion consécutifs. Le club érige Hagi parmi les meilleurs joueurs de son histoire.
En avril 2001, Hagi fait ses adieux au terrain dans un stade rempli à Bucarest dans un match entre une équipe nationale de Roumanie et une sélection mondiale FIFA XI (2-2).

### En équipe nationale (1983-2000)
Hagi représente la Roumanie en équipe des moins de 16, des moins de 17 et des moins de 18 ans. Il participe à la phase finale de l'Euro 1983 des moins de 18 ans en Angleterre.
Toujours en 1983, alors âgé de 18 ans, Hagi est convoqué pour la première fois en équipe de Roumanie. Mircea Lucescu lui fait une première fois confiance en août 1983 lors d'une rencontre amicale contre la Norvège (0-0).

En octobre 1985, à seulement vingt ans, Lucescu nomme Hagi capitaine pour un match de qualification à la Coupe du monde 1986 contre l'Irlande du Nord.
En 1990, alors que le pays vient de vivre une Révolution et la chute du régime dictatorial de Nicolae Ceaușescu, la Roumanie prend part à sa première Coupe du monde depuis vingt ans. En Italie, les Roumains battent l'Union soviétique (2-0), s'inclinent face Cameroun (2-1) puis résistent à l'Argentine de Diego Maradona, championne du monde en titre (1-1) et se qualifient pour la phase à élimination directe. Les Tricolori s'inclinent en huitième de finale contre la république d'Irlande (0-0 tab 5-4).
Lors de la Coupe du monde 1994, Gheorghe Hagi est présent avec les cadres du précédent tournoi : Ioan Lupescu, Gheorghe Popescu et Florin Răducioiu. Pour le premier match contre la Colombie donnée favorite, Hagi participe aux trois buts avec deux passes décisives avant de marquer en lobant le gardien de but de près de 40 mètres et les Roumains s'imposent (3-1),. L'équipe emmenée par son nouveau sélectionneur Anghel Iordanescu enchaîne contre les États-Unis, pays hôte. En huitième de finale, les Roumains battent l'Argentine (3-2), Hagi marque le but du 3-1 d'une frappe sans contrôle au terme d'un contre. L'équipe sud-américaine connaît sa première élimination avant les quarts de finale depuis 1962. À l'inverse, la Roumanie atteint pour la première fois les quarts, ùuil snbit ue élimination par la Suède, de nouveau aux tirs au but (2-2 tab 5-4). Hagi totalise trois buts durant le tournoi. Il confie en 2020 : « C'était parfait pour moi. J'ai marqué des buts qui font désormais partie des plus beaux de l'histoire de la Coupe du Monde. Il faisait une chaleur impossible, mais j'ai quand même très bien joué. Nous avons été très malchanceux. La Roumanie a été éliminée en quart de finale par la Suède, à l'issue des tirs au but. Jusque-là, j'étais le meilleur joueur du tournoi. Après notre élimination, j'ai perdu ce statut ».
En mars 1997, Hagi devient le joueur le plus capé de l'histoire de la sélection roumaine en dépassant László Bölöni. En septembre de la même année, il devient aussi meilleur buteur de l'équipe nationale en dépassant les trente buts de Iuliu Bodola.
Après une phase qualificative quasi-parfaite, la Roumanie connaît son troisième Mondial consécutif en 1998. Au premier tour. la Colombie s'incline de nouveau face aux Roumains (1-0), puis l'Angleterre (2-1) avant que le match nul contre la Tunisie (1-1) assure la première place,. Contre la Croatie en huitième de finale, Gheorghe Hagi, alors âgé de 33 ans, connaît son dernier match sur la scène mondiale à cause de la défaite 1-0.
Hagi annonce alors sa retraite internationale, mais reprend du service pour l'Euro 2000. Il quitte le tournoi et le football international sur une exclusion contre l'Italie, qui élimine la Roumanie 2-0 en quart de finale, son second carton rouge en trois matchs durant le tournoi.
Gheorghe Hagi totalise 35 buts en 124 sélections avec son pays durant 17 ans et dont 65 fois comme capitaine. Au moment de sa retraite international, il est le joueur le plus capé ainsi que le meilleur buteur de l'histoire de la sélection roumaine,. Au nombre de sélections, il est dépassé en 2005 par Dorinel Munteanu et son record de buts marqués est égalé en 2013 par Adrian Mutu, mais jamais dépassé. En 2004, l'UEFA propose un sondage du meilleur footballeur roumain des cinquante dernières années, dont Hagi sort largement en première position.

### Reconversion comme entraîneur et dirigeant

#### Débuts succincts (2001-2007)
Dès sa retraite des terrains, Gheorghe Hagi prend la tête de l'équipe de Roumanie de football, en remplacement de László Bölöni pour le match retour des barrages de qualifications pour la Coupe du monde 2002, qu'il ne parvient pas à remporter, contre la Slovénie.

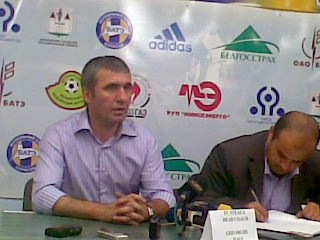
Gheorghe Hagi en 2007.

Il entraîne ensuite Bursaspor en 2003.
En mars 2004, Hagi revient à Galatasaray,. En mai 2005, il démissionne après avoir échoué à la deuxième place en championnat, empêchant le club de se qualifier le club pour la Ligue des champions pour son centenaire. Quelque temps auparavant, il remporte la Coupe de Turquie, et une large victoire finale 5-1 face au grand rival du Fenerbahçe SK.
Il entraîne ensuite les formations roumaines de Politehnica Timișoara (2006) et du Steaua Bucarest. Il est nommé au sein de ce dernier en juin 2007 et démissionne dès le 20 septembre 2007 à la suite de sa profonde mésentente avec le propriétaire du club Gigi Becali,.
En mai 2008, la vente des trente maillots mis aux enchères à Bucarest permet de recueillir près de 500 000 euros destinés à l'éducation d'enfants défavorisés, dont 60 000 € pour le maillot de Hagi.

#### Académie Hagiet retour à Galatasaray (2009-2011)
En 2009, Gheorghe Hagi fonde son club de football, le FC Viitorul Constanța (FC Avenir en français), vitrine de l’Academia de fotbal Gheorghe Hagi. L'équipe est championne de troisième division dès sa première saison.
En octobre 2010, trois ans après son dernier poste, Hagi revient une troisième fois à Galatasaray, en remplacement du Néerlandais Frank Rijkaard,. Il signe à un contrat d'un an et demi avec le club turc, où il est secondé par l'ex-international turc Tugay Kerimoglu,. Il est remercié le 22 mars 2011 alors que le club est à la onzième place en Süper Lig après trois défaites en quatre matches et treize au total.

#### Entraîneur de son académie puis du Farul (depuis 2014)

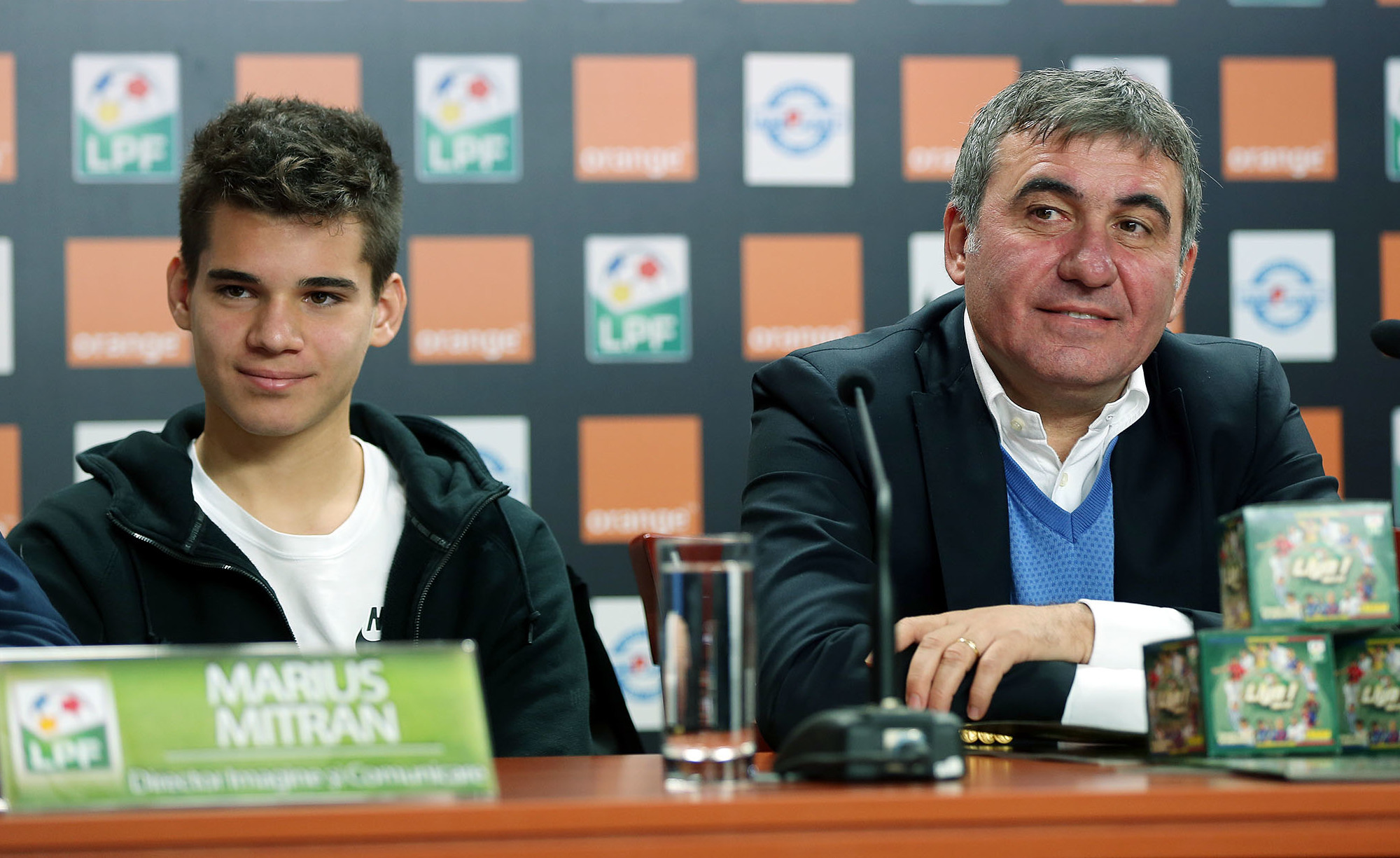
Gheorghe Hagi et son fils Ianis en 2015.

En 2014, Hagi reprend la direction du Viitorul Constanța, vitrine de son académie et en première division depuis deux ans,. Il est à la fois propriétaire et manager du club. En août 2015, Hagi fait de son propre fils Ianis, le plus jeune capitaine de l’histoire du championnat roumain, à 16 ans. Le club est sacré champion national en 2017, le premier titre de son histoire.
En juin 2021, le Farul Constanța, club formateur d'Hagi recréé par des supporters après faillite, annonce par l'intermédiaire du propriétaire du Farul Ciprian Marica et de celui du Gheorghe Hagi, la fusion des deux clubs. Le FC Farul prend la place du Viitorul en D1 roumaine 2021-2022. Le stade Viitorul est renommé Stade Central-Academia Gheorghe Hagi.
Dès sa deuxième année, le nouveau club remporte son premier titre de champion lors de la saison 2022-2023 avec deux joueurs de 17 ans titulaires au minimum et quinze joueurs U21 sur trente. L'équipe est qualifiée pour la Ligue des champions 2023-2024, éliminée par le Sheriff Tiraspol et reversée en Ligue Europa Conférence, dont elle est éliminée avant la phase de groupe.

## Style de jeu

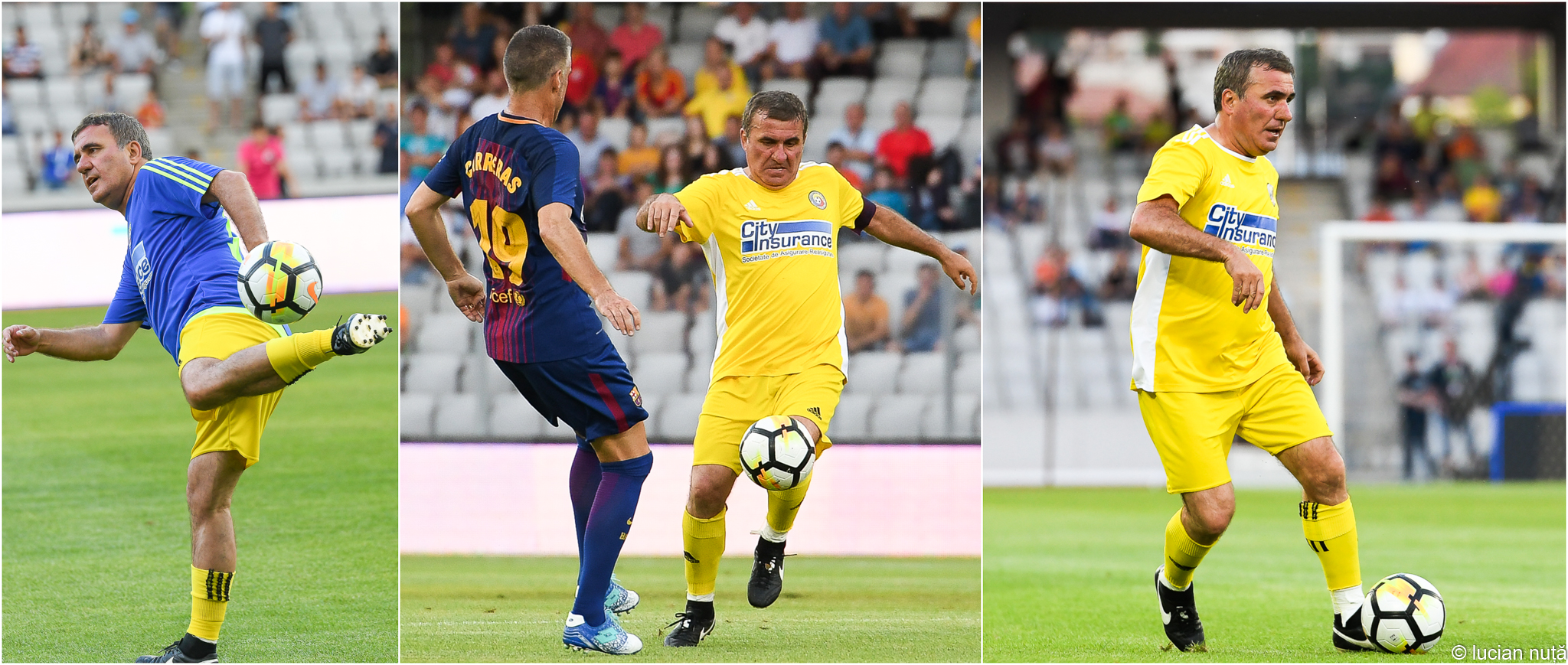
Hagi en 2018 lors d'un match entre la Génération dorée et le FC Barcelone.

Milieu de terrain offensif gaucher, Gheorghe Hagi est réputé la puissance et la précision de ses frappes lointaines,. Il confie en 2015 : « Quand j’avais 12 ans, mon entraîneur trouvait que j’avais une très bonne frappe, un tir magnifique, très puissant. Il n’arrêtait pas de me répéter : « Gheorge, tout ce que tu dois faire, c’est contrôler le ballon, te retourner vers les cages et frapper » . Donc pour moi, tirer de loin, ça a toujours été assez naturel. Dès que j’étais en position, je tentais ma chance. Et ça a souvent marché ».
Surnommé le « Maradona des Carpates », Hagi est un joueur créateur au tempérament sanguin. Sur le terrain, il est autoritaire et n'hésite pas à réprimander ses coéquipiers. Capable de passes audacieuses, sa technique est au service d’une vision du jeu au dessus de la moyenne.

## Palmarès

### En tant que joueur
Hagi remporte deux Supercoupes d’Europe au stade Louis-II, en 1986 avec le Steaua Bucarest et en 2000 avec Galatasaray.
À Galatasaray, il remporte quatre titres de champion national et la Coupe de l'UEFA en 2000.
Avec le Steaua, Hagi remporte trois championnats, deux coupes nationales et atteint la finale de la Coupe d'Europe des clubs champions. Il gagne la Supercoupe d’Espagne à deux reprises, au Real Madrid puis au Barça.
| International | Championnat national | Coupes nationales |
| --- | --- | --- |
| - Coupe de l'UEFA (1) - Vainqueur : 2000 avec Galatasaray - Supercoupe de l'UEFA (2) - Vainqueur : 1986 avec le Steaua et en 2000 avec Galatasaray - Coupe des clubs champions européens - Finaliste : 1989 avec le Steaua - Coupe anglo-italienne (1) - Vainqueur : 1994 avec Brescia Calcio | - Championnat de Roumanie (3) - Champion : 1987, 1988 et 1989 avec le Steaua - Vice-champion : 1986 avec le Sportul Studențesc - Championnat de Turquie (4) - Champion : 1997, 1998, 1999 et 2000 avec Galatasaray - Championnat d'Espagne - Vice-champion : 1992 avec le Real Madrid | - Coupe de Roumanie (2) - Vainqueur : 1987 et 1989 avec le Steaua - Coupe de Turquie (2) - Vainqueur : 1999 et 2000 avec Galatasaray - Supercoupe d'Espagne (2) - Vainqueur : 1990 avec le Real Madrid et en 1994 avec le FC Barcelone - Supercoupe de Turquie (2) - Vainqueur : 1996 et 1997 avec Galatasaray - Coupe d'Espagne - Finaliste : 1992 avec le Real Madrid et en en 1996 avec le Barça |

### Distinctions individuelles comme joueur
En 1994, Hagi est nommé dans la All-Star Team de la Coupe du monde et termine quatrième au classement du Ballon d'or,.
En 2004, pour ses cinquante ans, l'UEFA organise un vote du meilleur joueur par pays européen. Gheorghe Hagi est nommé Joueur en or roumain de l'UEFA. En 2015, il est honoré lord du Golden Foot Award. En 1999, il est élu à la 25e place parmi les 100 plus grands joueurs du XXe siècle selon un sondage des lecteurs du World Soccer. Surnommé le « Maradona des Carpates », il est nommé « footballeur roumain du XXe siècle » et cité dans la liste « FIFA 100 » des 125 plus grands joueurs vivants, établie par Pelé et la FIFA en 2004.
| -             | Reconnaissances | Performances |
| ------------- | --- | --- |
| International | - Nommé dans la All-Star Team du Mondial 1994 - Nommé au FIFA 100 (2004) - Nommé au Golden Foot Légendes (2015) - Quatrième du Ballon d'or 1994                                            | - Meilleur buteur de l'histoire de l'Équipe de Roumanie (35 buts) avec Adrian Mutu - Co-meilleur buteur de la Coupe d'Europe des champions en 1988 (Steaua Bucarest, 4 buts) |
| National      | - Élu footballeur roumain du XXe siècle en 2000 - Joueurs en or de l'UEFA pour la Roumanie (2004) - Footballeur roumain de l'année (7) - Élu en 1985, 1987, 1993, 1994, 1997, 1999 et 2000 | - Meilleur buteur du Championnat de Roumanie (2) - Vainqueur : 1985 (20 buts) et en 1986 (31 buts) avec le Sportul Studențesc                                                |

### Palmarès d'entraîneur
En 2005, Hagi remporte la Coupe de Turquie avec Galatasaray et une large victoire finale 5-1 face au grand rival du Fenerbahçe SK.
À la tête du FC Viitorul puis du Farul Constanța, il est Champion de Roumanie en 2017 puis 2023, après avoir remporté la Coupe nationale et la Supercoupe de Roumanie en 2019.

## Statistiques de joueur

### Par saison
En Coupe d'Europe, Gheorghe Hagi dispute 57 matchs de Coupe/Ligue des champions (C1) et y inscrits 18 buts, trois rencontres de Coupe des vainqueurs de coupes (C2, un but), 33 matchs de Coupe de l'UEFA (C3, douze buts) ainsi que deux fois la Supercoupe de l'UEFA (un but).
| Saison                | Club                  | Championnat           | Championnat | Championnat | Coupe(s) nationale(s) | Coupe(s) nationale(s) | Compétition(s) continentale(s) | Compétition(s) continentale(s) | Compétition(s) continentale(s) | Roumanie | Roumanie | Total | Total |
| Saison                | Club                  | Division              | M.          | B.          | M.                    | B.                    | Comp.                          | M.                             | B.                             | M.       | B.       | M.    | B.    |
| 1982-1983             | FC Constanța          | D1                    | 18          | 7           | -                     | -                     | -                              | -                              | -                              | -        | -        | 18    | 7     |
| 1983-1984             | Sportul Studențesc    | D1                    | 31          | 2           | -                     | -                     | C3                             | 2                              | -                              | 10       | -        | 43    | 2     |
| 1984-1985             | Sportul Studențesc    | D1                    | 30          | 20          | -                     | -                     | C3                             | 2                              | -                              | 9        | 4        | 41    | 24    |
| 1985-1986             | Sportul Studențesc    | D1                    | 31          | 31          | -                     | -                     | C3                             | 2                              | 3                              | 9        | 2        | 42    | 36    |
| 1986-- 000            | Sportul Studențesc    | D1                    | 16          | 5           | -                     | -                     | C3                             | 4                              | 1                              | 4        | 2        | 24    | 8     |
| Sous-total            | Sous-total            | Sous-total            | 108         | 58          | -                     | -                     | -                              | 10                             | 4                              | 32       | 8        | 150   | 70    |
| - 000-1987            | Steaua Bucarest       | D1                    | 14          | 10          | 1                     | -                     | SC                             | 1                              | 1                              | 4        | 2        | 20    | 13    |
| 1987-1988             | Steaua Bucarest       | D1                    | 31          | 25          | 1                     | -                     | C1                             | 8                              | 4                              | 5        | -        | 45    | 29    |
| 1988-1989             | Steaua Bucarest       | D1                    | 30          | 31          | 1                     | 1                     | C1                             | 9                              | 6                              | 7        | 2        | 47    | 40    |
| 1989-1990             | Steaua Bucarest       | D1                    | 22          | 10          | -                     | -                     | C1                             | 3                              | 1                              | 13       | 2        | 38    | 13    |
| Sous-total            | Sous-total            | Sous-total            | 97          | 76          | 3                     | 1                     | -                              | 21                             | 12                             | 29       | 6        | 150   | 95    |
| 1990-1991             | Real Madrid           | D1                    | 29          | 3           | 1                     | -                     | C1                             | 4                              | -                              | 5        | 1        | 39    | 4     |
| 1991-1992             | Real Madrid           | D1                    | 35          | 12          | 5                     | 1                     | C3                             | 10                             | 3                              | 5        | 4        | 55    | 20    |
| Sous-total            | Sous-total            | Sous-total            | 64          | 15          | 6                     | 1                     | -                              | 14                             | 3                              | 10       | 5        | 94    | 24    |
| 1992-1993             | Brescia Calcio        | D1                    | 32          | 5           | 2                     | 1                     | -                              | -                              | -                              | 5        | 1        | 39    | 7     |
| 1993-1994             | Brescia Calcio        | D2                    | 30          | 9           | 2                     | 1                     | -                              | -                              | -                              | 8        | 4        | 40    | 14    |
| Sous-total            | Sous-total            | Sous-total            | 62          | 14          | 4                     | 2                     | -                              | -                              | -                              | 13       | 5        | 79    | 21    |
| 1994-1995             | FC Barcelone          | D1                    | 17          | 4           | 4                     | 1                     | C1                             | 2                              | -                              | 7        | 2        | 30    | 7     |
| 1995-1996             | FC Barcelone          | D1                    | 19          | 3           | 4                     | -                     | C3                             | 5                              | 3                              | 8        | 1        | 36    | 7     |
| Sous-total            | Sous-total            | Sous-total            | 36          | 7           | 8                     | 1                     | -                              | 7                              | 3                              | 15       | 3        | 66    | 14    |
| 1996-1997             | Galatasaray SK        | D1                    | 30          | 14          | 3                     | 2                     | C2                             | 3                              | 1                              | 5        | 2        | 41    | 19    |
| 1997-1998             | Galatasaray SK        | D1                    | 30          | 8           | 6                     | -                     | C1                             | 6                              | 1                              | 10       | 4        | 52    | 13    |
| 1998-1999             | Galatasaray SK        | D1                    | 28          | 14          | 4                     | 1                     | C1                             | 8                              | 3                              | 1        | -        | 41    | 18    |
| 1999-2000             | Galatasaray SK        | D1                    | 19          | 12          | 3                     | 1                     | C1+C3                          | 7+8                            | 2+2                            | 9        | 2        | 46    | 19    |
| 2000-2001             | Galatasaray SK        | D1                    | 25          | 11          | 1                     | -                     | SC+C1                          | 1+10                           | 0+2                            | -        | -        | 37    | 13    |
| Sous-total            | Sous-total            | Sous-total            | 132         | 59          | 17                    | 4                     | -                              | 43                             | 11                             | 25       | 8        | 217   | 82    |
| Total sur la carrière | Total sur la carrière | Total sur la carrière | 517         | 236         | 38                    | 9                     | -                              | 95                             | 33                             | 124      | 35       | 774   | 313   |

### En équipe nationale
En équipe de Roumanie, Gheorghe Hagi compte 124 sélections et 35 buts entre 1983 et 2000. Il connaît 57 victoires pour 60,5% de succès.
Pour ses 35 buts, Hagi n'inscrit que deux doublés.
| Buts de Gheorghe Hagi en sélection                      | Buts de Gheorghe Hagi en sélection | Buts de Gheorghe Hagi en sélection | Buts de Gheorghe Hagi en sélection | Buts de Gheorghe Hagi en sélection | Buts de Gheorghe Hagi en sélection | Buts de Gheorghe Hagi en sélection | Buts de Gheorghe Hagi en sélection |
| #                                                       | Date                               | Lieu                               | Adversaire                         | Score                              | Résultat                           | Compétition                        |                                    |
| ------------------------------------------------------- | ---------------------------------- | ---------------------------------- | ---------------------------------- | ---------------------------------- | ---------------------------------- | ---------------------------------- | ---------------------------------- |
| 1                                                       | 12 septembre 1984                  | Belfast, Irlande du Nord           | Irlande du Nord                    | 1-1                                | 3-2                                | Qualification CDM 1986             |                                    |
| 2                                                       | 30 janvier 1985                    | Lisbonne, Portugal                 | Portugal                           | 3-2                                | 3-2                                | Match amical                       |                                    |
| 3                                                       | 3 avril 1985                       | Craiova, Roumanie                  | Turquie                            | 1-0                                | 3-0                                | Qualification CDM 1986             |                                    |
| 4                                                       | 6 juin 1985                        | Helsinki, Finlande                 | Finlande                           | 1-1                                | 1-1                                | Qualification CDM 1986             |                                    |
| 5                                                       | 28 août 1985                       | Timișoara, Roumanie                | Finlande                           | 1-0                                | 2-0                                | Qualification CDM 1986             |                                    |
| 6                                                       | 23 avril 1986                      | Timișoara, Roumanie                | Union soviétique                   | 1-0                                | 2-1                                | Match amical                       |                                    |
| 7                                                       | 20 août 1986                       | Oslo, Norvège                      | Norvège                            | 2-0                                | 2-2                                | Match amical                       |                                    |
| 8                                                       | 10 septembre 1986                  | Bucarest, Roumanie                 | Autriche                           | 4-0                                | 4-1                                | Qualification Euro 1988            |                                    |
| 9                                                       | 11 mars 1987                       | Le Pirée, Grèce                    | Grèce                              | 1-1                                | 1-1                                | Match amical                       |                                    |
| 10                                                      | 25 mars 1987                       | Bucarest, Roumanie                 | Albanie                            | 3-1                                | 5-1                                | Qualification Euro 1988            |                                    |
| 11                                                      | 20 septembre 1988                  | Constanța, Roumanie                | Albanie                            | 2-0                                | 3-0                                | Match amical                       |                                    |
| 12                                                      | 2 novembre 1988                    | Bucarest, Roumanie                 | Grèce                              | 2-0                                | 3-0                                | Qualification CDM 1990             |                                    |
| 13                                                      | 25 avril 1990                      | Lucerne, Suisse                    | Suisse                             | 1-0                                | 1-2                                | Match amical                       |                                    |
| 14                                                      | 4 août 1990                        | Haïfa, Israël                      | Israël                             | 2-0                                | 4-1                                | Qualification CDM 1990             |                                    |
| 15                                                      | 27 mars 1991                       | Serravalle, Saint Marin            | Saint-Marin                        | 1-0                                | 3-1                                | Qualification Euro 1992            |                                    |
| 16                                                      | 4 août 1990                        | Bucarest, Roumanie                 | Écosse                             | 1-0                                | 1-0                                | Qualification Euro 1992            |                                    |
| 17                                                      | 6 mai 1992                         | Bucarest, Roumanie                 | Îles Féroé                         | 2-0                                | 7-0                                | Qualification CDM 1994             |                                    |
| 18                                                      | 20 mai 1992                        | Bucarest, Roumanie                 | Pays de Galles                     | 1-0                                | 5-1                                | Qualification CDM 1994             |                                    |
| 19                                                      | 20 mai 1992                        | Bucarest, Roumanie                 | Pays de Galles                     | 5-0                                | 5-1                                | Qualification CDM 1994             |                                    |
| Ce tableau est incomplet. Votre aide est la bienvenue ! |                                    |                                    |                                    |                                    |                                    |                                    |                                    |